# كلاسروم كرايسس
كلاسروم كرايسس (باليابانية: クラスルーム☆クライシス، بالروماجي: Kurasurūmu Kuraishisu) (بالإنجليزية: Classroom Crisis)‏ هو مسلسل أنمي تلفزيوني من إنتاج استوديو لاي-دوس، وإخراج كينجي ناغاساكي. عرض الأنمي في 3 يوليو عام 2015 واستمر عرضه حتى 25 سبتمبر عام 2015، وتكون من 13 حلقة.

## القصة
تدور أحداث القصة في المستقبل حيث أصبح السفر إلى الفضاء بين الكواكب ممكنًا، وفتحت شركة طيران فضائية عملاقة تُدعى كيريشينا كورب، افتتحت أكاديمية على المريخ، وفصلًا متخصصًا في تلك الأكاديمية، يُدعى أي-تي إي سي، يحتوي على طلاب موهوبين، يقضون جزءًا من وقتهم في الفصل، والجزء الآخر من وقتهم يعملون على تطوير محركات الصواريخ.

## الشخصيات
ناغيسا كيريو (باليابانية: 霧羽 ナギサ، بالروماجي: Kiryū Nagisa)
أداء صوتي: يوما أوتشيدا
كايتو سيرا (باليابانية: 瀬良 カイト، بالروماجي: Sera Kaito)
أداء صوتي: شوتارو موريكوبو
إيريس شيراساكي (باليابانية: 白崎 イリス، بالروماجي: Shirasaki Irisu)
أداء صوتي: سورا أماميا
ميزوكي سيرا (باليابانية: 瀬良 ミズキ، بالروماجي: Sera Mizuki)
أداء صوتي: أري أوزاوا
أنجيلينا (باليابانية: アンジェリーナ، بالروماجي: Angerina)
أداء صوتي: يو كوباياشي
ماكوتو ريوكي (باليابانية: 領家 マコト، بالروماجي: Ryōke Makoto)
أداء صوتي: مينامي تسودا
كوجيرو كيتاهارا (باليابانية: 北原 コジロー، بالروماجي: Kitahara Kojirō)
أداء صوتي: توشيوكي تويوناغا
تسوباسا هاناوكا (باليابانية: 花岡 ツバサ، بالروماجي: Hanaoka Tsubasa)
أداء صوتي: أيا سوزاكي
ساكوغو مايوكا (باليابانية: 舞岡 サクゴ، بالروماجي: Maioka Sakugo)
أداء صوتي: تاكايوكي كوندو
يونا نونين (باليابانية: 能年 ユナ، بالروماجي: Nōnen Yuna)
أداء صوتي: كانا أسومي
آكي كاميناغايا (باليابانية: 上永谷 アキ، بالروماجي: Kaminagaya Aki)
أداء صوتي: شينا ناتسوكاوا
سوبارو ياماكي (باليابانية: 八槙 スバル، بالروماجي: Yamaki Subaru)
أداء صوتي: يوشينو نانجو
كاوروكو تاكاناشي (باليابانية: 小鳥遊 カオルコ، بالروماجي: Takanashi Kaoruko)
أداء صوتي: يوي هوريه
كازوهيسا كيريو (باليابانية: 霧羽 カズヒサ، بالروماجي: Kiryū Kazuhisa)
أداء صوتي: كازوهيكو إينوي
يوجي كيريو (باليابانية: 霧羽 ユウジ، بالروماجي: Kiryū Yūji)
أداء صوتي: هيرويوكي يوشينو
سيغو ياساياما (باليابانية: 笹山 セイゴウ، بالروماجي: Sasayama Seigō)
أداء صوتي: توموميتشي نيشيمورا

## وصلات خارجية
- الموقع الرسمي
- الموقع الرسمي باللغة اليابانية
- كلاسروم كرايسس على موقع IMDb (الإنجليزية)
- كلاسروم كرايسس على موقع فيلمافينيتي (الإسبانية)
- كلاسروم كرايسس على موقع كينوبويسك (الروسية)
- كلاسروم كرايسس على موقع قاعدة بيانات الفيلم (الإنجليزية)
- كلاسروم كرايسس على موقع ANN anime (الإنجليزية)